# Consejería de Sanidad de la Junta de Galicia
La Consejería de Sanidad (en gallego: Consellería de Sanidade) es una de las consejerías de la Junta de Galicia. De ella depende el Servicio Gallego de Salud (SERGAS), entidad que administra la red de centros públicos sanitarios de Galicia. Su titular actual es Julio García Comesaña.

## Historia
La consejería de Sanidad es una de las más estables de toda la historia de la administración autonómica gallega. Además de sus competencias básicas sobre la atención sanitaria, a lo largo de la historia incorporó también temporalmente competencias sobre defensa del consumidor y los servicios sociales, que posteriormente llegaron a conformarse como una consejería propia. Desde 2005 se limitaron sus competencias únicamente a la asistencia sanitaria.

### Consejeros
- José María Hernández Cochón (1982–1983)
- Xavier Suárez-Vence (1983–1986). A partir de 1984 Consejería de Sanidad y Consumo.
- José María Hernández Cochón (1986–1987). Consejería de Sanidade y Seguridad Social.
- Pablo Padín (1987–1990). Consejería de Sanidad.
- Manuel Montero Gómez (1990–1991).
- José Manuel Romay Beccaría (1991–1996). A partir de 1993 Consejería de Sanidad y Servicios Sociales.
- José María Hernández Cochón (1996–2004). A partir de 2001 Consejería de Sanidad.
- José Manuel González Álvarez (2004–2005)
- María José Rubio (2005–2009)
- Pilar Farjas (2009–2011)
- Rocío Mosquera (2012–2015)
- Jesús Vázquez Almuíña (2015–2020)
- Xulio García Comesaña (2020- )

## Estructura interna
La Consejería de Sanidad se estructura en:
- El Consejero: Julio García Comesaña
- La Secretaría General Técnica: Alberto Fuentes Losada
- La Dirección General de Salud Pública: Carmen Durán Parrondo

Además, el Servicio Gallego de Salud es un organismo autónomo adscrito a la Consejería de Sanidad. Su gerente es José Flores Arias.

### Entes adscritos a la Consejería
- Servicio Gallego de Salud
- Áreas sanitarias y distritos sanitarios
- Agencia Gallega de Sangre, Órganos y Tejidos
- Agencia Gallega para la Gestión del Conocimiento en Salud